# Pygidiopsis genata
Pygidiopsis genata — це вид трематод родини Heterophyidae.

## Біотоп
Живе в дуже вологих умовах.